# Sắt từ

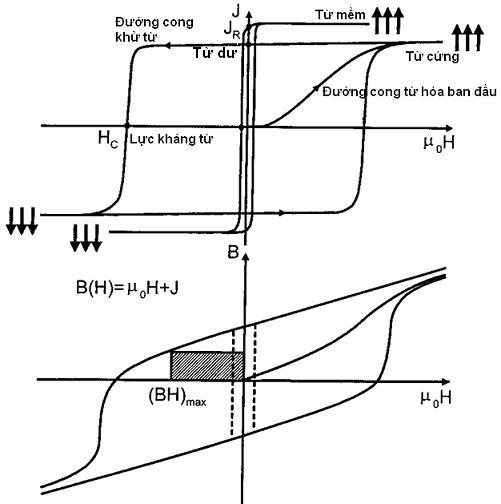
Đường cong từ trễ - Đặc trưng quan trọng nhất của chất sắt từ

Sắt từ là các chất có từ tính mạnh, hay khả năng hưởng ứng mạnh dưới tác dụng của từ trường ngoài, mà tiêu biểu là sắt (Fe), và tên gọi "sắt từ" được đặt cho nhóm các chất có tính chất từ giống với sắt. Các chất sắt từ có hành vi gần giống với các chất thuận từ ở đặc điểm hưởng ứng thuận theo từ trường ngoài.
Tính sắt từ dùng để chỉ thuộc tính (từ tính mạnh) của các chất sắt từ.
Chất sắt từ là một trong những vật liệu được sử dụng sớm nhất trong lịch sử loài người, với việc sử dụng các đá nam châm làm la bàn hoặc làm các vật dụng hút sắt thép (thực chất đó là các quặng Fe3O4) từ hơn 2000 năm trước (mà xuất phát là từ Trung Hoa và Hy Lạp cổ đại).

## Các tính chất đặc trưng của chất sắt từ
Các chất sắt từ (ví dụ như sắt (Fe), côban (Co), niken (Ni), Gadolini (Gd)... là các chất sắt từ điển hình. Các chất này là các chất vốn có mômen từ nguyên tử lớn (ví dụ như sắt là 2,2 μB, Gd là 7 μB...) và nhờ tương tác trao đổi giữa các mômen từ này, mà chúng định hướng song song với nhau theo từng vùng (gọi là các đômen từ. mômen từ trong mỗi vùng đó gọi là từ độ tự phát - có nghĩa là các chất sắt từ có từ tính nội tại ngay khi không có từ trường ngoài. Đây là các nguồn gốc cơ bản tạo nên các tính chất của chất sắt từ.

Hình ảnh các đômen từ của màng CoIr chụp ở chế độ Fresnel trên kính hiển vi điện tử truyền qua

- Hiện tượng từ trễ: Là một đặc trưng dễ thấy nhất ở chất sắt từ. Khi từ hóa một khối chất sắt từ các mômen từ sẽ có xu hướng sắp xếp trật tự theo hướng từ trường ngoài do đó từ độ của mẫu tăng dần đến độ bão hòa khi từ trường đủ lớn (khi đó các mômen từ hoàn toàn song song với nhau). Khi ngắt từ trường hoặc khử từ theo chiều ngược, do sự liên kết giữa các mômen từ và các đômen từ, các mômen từ không lập tức bị quay trở lại trạng thái hỗn độn như các chất thuận từ mà còn giữ được từ độ ở giá trị khác không. Có nghĩa là đường cong đảo từ sẽ không khớp với đường cong từ hóa ban đầu, và nếu ta từ hóa và khử từ theo một chu trình kín của từ trường ngoài, ta sẽ có một đường cong kín gọi là đường cong từ trễ. Có nhiều cơ chế khác nhau để tạo ra hiện tượng trễ như cơ chế dịch chuyển vách, cơ chế quay mômen từ, cơ chế hãm sự phát triển của các mầm đảo từ... Và trên đường cong từ trễ, ta sẽ có các đại lượng đặc trưng của chất sắt từ như sau:
  - Từ độ bão hòa: Là từ độ đạt được trong trạng thái bão hòa từ, có nghĩa là tất cả các mômen từ của chất sắt từ song song với nhau.
  - Từ dư: Là giá trị từ độ khi từ trường được dỡ bỏ về 0.
  - Lực kháng từ: Là từ trường ngoài cần thiết để khử mômen từ của mẫu về 0, hay là giá trị để từ độ đổi chiều. Đôi khi lực kháng từ còn được gọi là trường đảo từ.
  - Độ từ thẩm: Là một tham số đặc trưng cho khả năng phản ứng của các chất từ tính dưới tác dụng của từ trường ngoài. Từ thẩm của các chất sắt từ có giá trị lớn hơn 1 rất nhiều, và phụ thuộc vào từ trường ngoài (xem thêm trong bài Vật liệu từ mềm).
- Nhiệt độ Curie: Là nhiệt độ mà tại đó, chất bị mất từ tính. Ở dưới nhiệt độ Curie, chất ở trạng thái sắt từ, ở trên nhiệt độ Curie, chất sẽ mang tính chất của chất thuận từ. Nhiệt độ Curie là một tham số đặc trưng cho chất sắt từ, ví dụ như:
  - Sắt: 1043 K
  - Côban: 1388 K
  - Niken: 627 K
  - Gadolini: 292,5 K
  - Dysprosi: 88 K
  - MnBi: 630 K
  - MnSb: 587 K
- Dị hướng từ tinh thể: Là năng lượng liên quan đến sự định hướng của các mômen từ và đối xứng tinh thể của vật liệu. Do tính dị hướng của cấu trúc tinh thể, sẽ có sự khác nhau về khả năng từ hóa khi ta từ hóa theo các phương khác nhau, dẫn đến việc vật liệu có phương dễ từ hóa, gọi là trục dễ (từ hóa) và phương khó từ hóa (gọi là trục khó). Năng lượng dị hướng từ tinh thể là năng lượng cần thiết để quay mômen từ trục khó sang trục dễ. Hằng số dị hướng từ tinh thể là các đại lượng đặc trưng cho các chất sắt từ.

## Tương tác trao đổi và đômen từ
- Tương tác trao đổi là tương tác được giả thiết theo lý thuyết sắt từ Heisenberg nhằm giải thích sự định hướng song song của các mômen từ trong vật liệu. Tương tác trao đổi có bản chất là tương tác tĩnh điện đặc biệt giữa các điện tử tạo ra sự định hướng song song (hoặc đối song song) của các spin khi các điện tử ở một khoảng cách đủ gần sao cho các hàm sóng của chúng phủ nhau để cực tiểu hóa năng lượng của hệ. Năng lượng tương tác trao đổi được cho bởi công thức:

{\displaystyle E_{ex}=-J{\vec {S_{1}}}\cdot {\vec {S_{2}}}}
với S1, S2 là các spin, J là tích phân trao đổi, cho bởi:
{\displaystyle J=2\int \Psi _{1}^{*}(r_{1})\Psi _{2}^{*}(r_{2})V_{I}(r_{1},r_{2})\Psi _{2}(r_{1})\Psi _{1}(r_{2})\,dr_{1}\,dr_{2}.}
J mang giá trị dương khi các spin song song nhau (tương tác trao đổi sắt từ) và âm khi các spin phản song song (tương tác phản sắt từ). {\displaystyle \Psi } là hàm sóng của các điện tử.
- Đômen từ: Nhờ có tương tác trao đổi, các mômen từ của chất sắt từ sắp xếp hoàn toàn song song với nhau, nhưng không phải trong toàn bộ vật thể mà trong từng vùng, gọi là các miền từ hóa, hay các đômen từ. Trong mỗi đômen, các mômen từ song song với nhau tạo nên từ độ tự phát của chất sắt từ, nhưng trong toàn vật thể ở trạng thái khử từ thì mômen từ của các đômen sẽ sắp xếp hỗn loạn nên tổng từ độ trong toàn khối vẫn bằng 0. Khi có từ trường ngoài, do các mômen từ có xu hướng bị quay theo từ trường nên sẽ dẫn đến sự thay đổi về cấu trúc đômen như sự dịch chuyển vách đômen, sự thay đổi kích thước đômen, sự định hướng mômen từ... tạo nên quá trình từ hóa phức tạp của chất sắt từ. Các đômen từ có thể quan sát bằng nhiều cách khác nhau ví dụ như bằng kính hiển vi điện tử truyền qua Lorentz ở các chế độ khác nhau (như Fresnel, Foucault..) hay phương pháp nhũ tương (nay ít dùng vì quá phức tạp và độ chính xác không cao), hay phương pháp đo quang - từ...

## Các loại vật liệu sắt từ
Có nhiều cách khác nhau để phân chia các vật liệu sắt từ, nhưng cách thông dụng nhất vẫn là phân chia theo khả năng từ hóa và khử từ của vật liệu. Theo cách phân chia này sẽ có 2 nhóm vật liệu sắt từ chính:
- Vật liệu từ cứng: Là các vật liệu sắt từ khó từ hóa và khó khử từ thường dùng cho các ứng dụng lưu trữ từ trường như nam châm vĩnh cửu, vật liệu ghi từ... Các vật liệu từ cứng điển hình là Nd2Fe14B, Sm2Co5, FePt.. (xem bài Vật liệu từ cứng)
- Vật liệu từ mềm: Là các vật liệu sắt từ dễ từ hóa và dễ bị khử từ, thường dùng cho các ứng dụng hoạt động trong từ trường ngoài như lõi biến áp, nam châm điện, lõi dẫn từ, cảm biến từ trường,... Các vật liệu từ mềm điển hình là sắt silic (FeSi), hợp kim permalloy NiFe... (xem bài Vật liệu từ mềm)

## Ứng dụng của vật liệu sắt từ
Có thể nói vật liệu sắt từ đang được nghiên cứu và ứng dụng hết sức rộng rãi trong khoa học, công nghiệp cũng như trong đời sống, từ các nam châm vĩnh cửu, đến các lõi biến thế, hay cao hơn là các thẻ từ, ổ đĩa cứng máy tính, các đầu đọc ổ cứng...
Một hiệu ứng khác của chất sắt từ là hiệu ứng từ nhiệt khổng lồ đang được nghiên cứu phát triển các thế hệ máy lạnh hoạt động bằng từ trường thay thế cho các máy lạnh truyền thống với ưu điểm không ô nhiễm, tiết kiệm năng lượng và nhỏ gọn. Các hiệu ứng từ điện trở của các chất sắt từ cũng đang được khai thác để ra đời các linh kiện điện tử thế hệ mới gọi là spintronic, tức là các linh kiện hoạt động bằng cách điều khiển spin của điện tử...